# Grippel
Grippel ist eine Gemarkung der Gemeinde Langendorf im Landkreis Lüchow-Dannenberg in Niedersachsen. 
Vor 1972 zählte Grippel zusammen mit Pretzetze zu Laase. Der Ort liegt am Westufer der Elbe. In manchen Jahren ziehen hier einige Störche ihre Jungvögel groß. In Grippel treffen sich die Dannenberger Straße (L 256) und die Grippeler Elbuferstraße (K 27). Die Straße durch den Ort war seit 1995 regelmäßig Schauplatz der Transporte zum Brennelemente-Zwischenlager Gorleben. So blockierte die Bäuerliche Notgemeinschaft im November 2008 bei einem Atommülltransport die Straße in Grippel mit zwei Betonpyramiden.